# Červená Hospoda
Červená Hospoda je osada a základní sídelní jednotka městyse Starče. Leží asi kilometr na sever od své mateřské obce, s níž je spojena silnicí č. III/4101. Nadmořská výška se pohybuje mezi 480–485 m n. m. V roce 2008 zde bylo evidováno 58 adres. Počet obyvatel dosahoval 150 osob v roce 2003.
Osada leží na křižovatce silnic jihlavské (dnešní silnice č. II/405) a telečské (dnešní silnice č. I/23). Vychází z ní též cesta do Řípova. V těsné blízkosti zástavby na jihu vede trať 240. V mapovém díle stabilního katastru je Červená Hospoda označena německy Rotes Wirthshaus. Poblíž osady je trať, na níž měli být trestáni viníci, a proto se jí říkalo U šibenice. Přímo na křižovatce obou hlavních silnic stojí kaple svaté Rodiny.
Nedaleko Červené Hospody západně od města v roce 2018 bylo postaveno překladiště společnosti TOP TRANS.

## Další informace

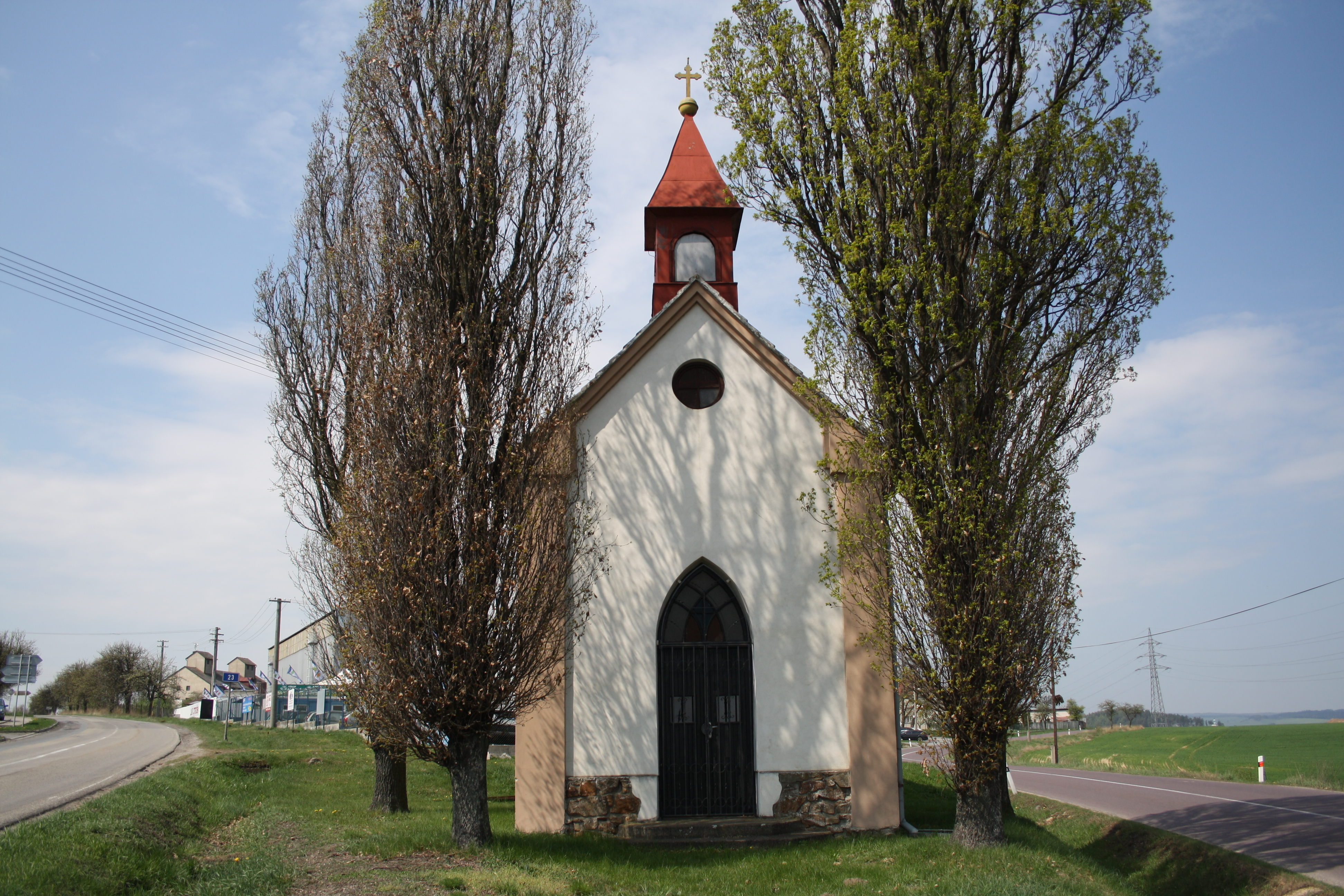
Kaple sv. Rodiny

- Nachází se zde čerpací stanice, autoservis, autobazar, motorest.